# أجناد الشام
أجناد الشام هي جماعة معارضة مستقلة تتخذ من إدلب وحماة مقرات لها وتنشط خلال الحرب الأهلية السورية. انضمت إلى جيش الفتح في 24 مارس 2015 وشاركت في معركة إدلب الثانية. في 29 مارس 2014، أعلنت عن مقتل قائدها العسكري أبو عبد الله طعوم أثناء اشتباكات وقعت في محيط بلدة الفوعة.

## قطع رأس عميد في الجيش السوري
في 5 نوفمبر 2015، خلال الهجوم الثاني في شمال غربي سوريا، قتل مقاتلو أجناد الشام في محافظة حماة عميد في الجيش السوري لم يذكر اسمه بقطع الرأس ومن ثم وضعوا رأسه في حاوية. ونشروا صورة له على فيسبوك وتويتر حيث أشاد بهذا الإعدام ناشطون آخرين ووصفوه بلفظ ازدرائي مثل «نصيري» – وهو مصطلح يطلق على العلويين.